# 同路人 (澳洲华人刊物)
《同路人》 是一份澳洲华人社区刊物，设有《同路人》及副刊《同路人优悠版》。总编辑部位于维多利亚州首府墨尔本热闹的Burwood区。杂志每周四出版，每期为澳洲华人奉上一个能激励人心的故事，一个能帮助移民融入主流社会的热点专题，以及更多覆盖家庭、教育、健康、文化、时事、经济、社会、生活资讯、信仰人生等方面的文章。
除了杂志，《同路人》亦拥有自己的书店、网站、FM电台和留学生服务中心。